# Aderus vinsoni
Aderus vinsoni é uma espécie de inseto besouro da família Aderidae. Foi descrita cientificamente por Maurice Pic em 1936.

## Distribuição geográfica
Habita nas Maurícias.